# Himbeerkäfer
Der Himbeerkäfer (Byturus tomentosus, Syn.: Dermestes flavescens (Marsham, 1802), Byturus olivaceus (Fournel, 1840), Bytus urbanus und Horticola urbanus (Lindemann, 1865)) ist ein Käfer aus der Familie der Blütenfresser (Byturidae). Der Himbeerkäfer ist einer der häufigsten Schädlinge an Himbeeren.

## Beschreibung

### Merkmale
Die Käfer werden 3,2 bis 4 mm und teils 5 mm lang. Sie haben einen ovalen Körperbau und sind dicht und kurz behaart. Junge Tiere sind zunächst hellbraun. Später besitzen sie eine braungraue bis graue Färbung. Die Fühler sind elfgliedrig und haben eine dreigliedrige Keule. Die Augen sind klein, wobei die Augenlänge geringer ist als die halbe Stirnbreite zwischen den Augen. Die Füße sind fünfgliedrig; die Klauenbasis ist mit einem breiten Zahn versehen. Die Punktierung der Flügeldecken ist sehr fein und dicht verteilt. Larven sind 6 bis 8 mm lang, blass ockerbraun mit dunklen, braunen Platten auf der Rückenseite jedes Körpersegments. Die Larve hat drei Beinpaare in Brusthöhe.

### Lebensweise
Im Mai, wenn die Bodentemperaturen 14 °C erreichen, schlüpfen die Käfer aus ihren Überwinterungsverstecken. Die Befruchtung der Weibchen findet etwa Mitte Mai statt. Die Käfer fressen zunächst an Knospen und jungen Blättern der Himbeere oder Brombeeren. Der Fraß beginnt, wenn die Blütenknospen noch geschlossen sind. Die Blüten werden dabei leer gefressen. Im Juni sind die Käfer oft an Knospen und Blüten zu finden. Sie fressen dort Pollen. Sie legen ihre Eier an die Staubgefäße offener Blüten oder an unreife Früchte ab. Ein Weibchen legt 30 bis 40 Eier einzeln an die Brutplätze. Nach sechs bis acht Tagen schlüpfen die Larven. Die cremefarbenen Larven entwickeln sich dann in den Zapfen der Früchte und sind zur Zeit der Himbeerreife ausgewachsen. Sie haben einen braunen Kopf und werden oft als Himbeermaden oder auch Himbeerwürmer bezeichnet, da sie erst den Fruchtboden und anschließend die Frucht von innen fressen. Es handelt sich aber nicht um Maden, sondern um Larven. Die Larve findet sich in den zackigen Fraßgängen, die mit Kot gefüllt sind. Nach 35 bis 40 Tagen sind die Larven voll ausgewachsen. Die ausgewachsenen Larven verlassen die Frucht beim Reifen der Himbeere. Sie lassen sich zu Boden fallen, graben sich ein und verpuppen sich. Nach fünf bis sechs Wochen schlüpft der fertige Käfer, der sein Winterquartier jedoch erst im Frühjahr verlässt. Der Himberkäfer bildet eine Generation pro Jahr. Dies gilt auch südlich der Alpen.

### Vorkommen und Verbreitung
Der Himbeerkäfer kommt auch an Brombeeren vor und wird gelegentlich auch an Apfel, Birne, Weißdorn, Kirsche und Pflaume angetroffen. Sie leben jedoch auch auf Unkräutern und im Speziellen auf Löwenzahn. Der Himbeerkäfer ist in der Paläarktis verbreitet, man findet ihn im Norden bis ins mittlere Norwegen und Finnland sowie im Norden Schwedens. Auf den Britischen Inseln ist er ebenfalls häufig anzutreffen.

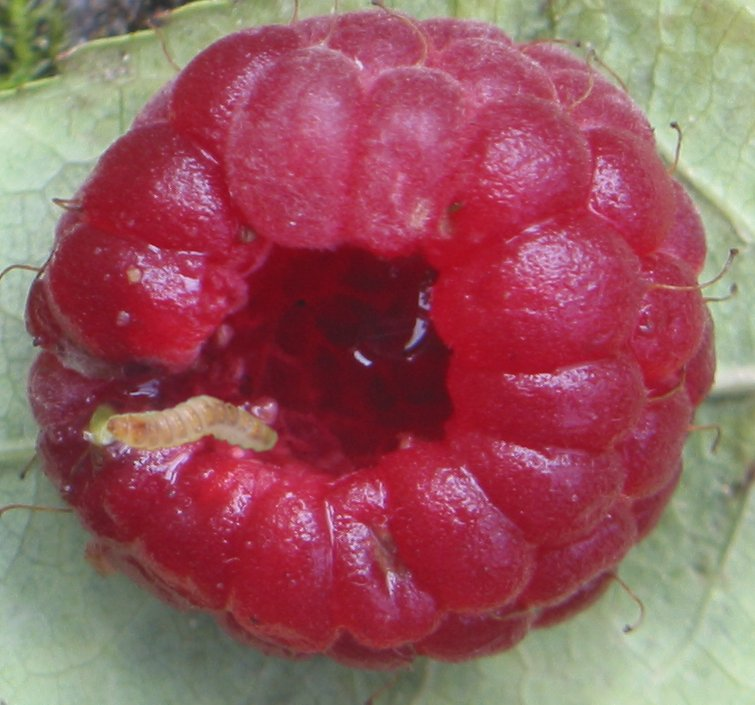
Larve an Himbeerfrucht

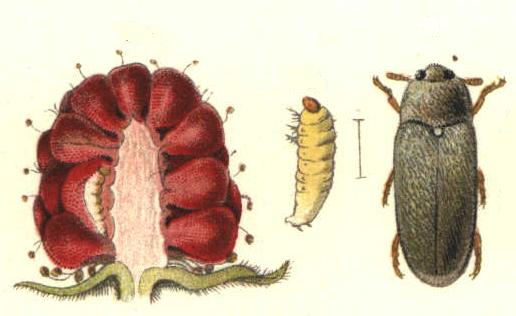
Käfer und Larve an Himbeere

### Ähnliche Arten
Eine ähnliche Art ist Byturus ochraceus, die goldbraun gefärbt und etwas größer ist. Sie zeichnet sich durch größere Augen aus, deren Länge größer ist als der halbe Abstand zwischen den Augen.

## Pflanzenschädigung

### Symptome
Die Käfer sind Schädlinge und hinterlassen an Himbeer- und Brombeersträuchern Fraßschäden an Knospen, Blüten und jungen Früchten. Dadurch bleiben die Früchte im Wachstumsrückstand, verformen sich, werden unansehnlich und für den Frischkonsum und Vermarktung unbrauchbar. Auch in der Konservenproduktion ist der Schädling äußerst unerwünscht. Offene Blüten werden von den Käfern befallen, wobei die Staubgefäße und Stempel gefressen werden, ohne dass wirklich Schaden entsteht.

### Gegenmaßnahmen
Soll mechanisch abgewehrt werden, müssen die Käfer so früh wie möglich zur Flug- und Eiablage mehrmals abgesammelt werden. Dies kann durch Abklopfen und Einsammeln erfolgen. Oft ist jedoch keine Bekämpfung erforderlich. Dazu kann auch eine Falle mit Lockstoff (Himbeerduft) verwendet werden, die Käfer stark anlocken und in der die Käfer ertrinken. Herbstsorten mit Ertrag erst zum Herbst, die nicht vom Himbeerkäfer befallen werden, eignen sich besonders für den ökologischen Anbau. Zur direkten chemischen Bekämpfung im Knospenstadium der Himbeeren sind Pflanzenschutzmittel, die die Wirkstoffgruppe Pyrethroide und Phosphorsäureester enthalten, wirksam. Auch die Wirkstoffe Diflubenzuron, Spinosad, Chlorpyriphos, Phosalone, Etofenoprox und Thyocyclam-hydrogen-oxalat sind befallsreduzierend. Chemische Mittel sind jedoch meist toxisch für Nützlinge. Vergissmeinnicht und Wurmfarn in der Nähe von Himbeeren verringern den Madenbefall durch den Himbeerkäfer.